# 图尔钟楼
钟楼（Tour de l'Horloge）原名账房塔（Tour du Trésor），是法国图尔的一座历史建筑，位于城市的历史中心，原为历史上一座供奉都爾的聖瑪爾定的宗座圣殿的一部分。建于11世纪，罗马式风格。1840年列为法国历史古迹。
现在的名称命名于法国大革命以后。

## 历史

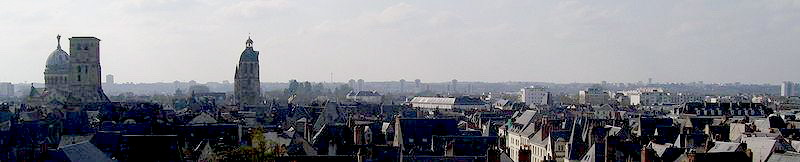
圣玛尔定圣殿的穹顶，查理曼塔，钟楼

圣玛尔定圣殿的当家神父在1003年决定在原址重建一座更大的罗马式教堂，以取代建于5世纪的老旧教堂。1014年7月4日祝圣。它共有三座塔楼，两座在立面两侧，一座在中部。账房塔（Tour du Trésor）位于立面的南侧，与立面同时建于11世纪。
1790年4月13日，法国大革命期间，圣殿被国家没收。1794年3月21日，圣殿被改为马厩。1796年2月，大部分铅屋顶被盗。同年11月5日，圣殿遭到拆除，到1798年11月10日结束。唯二幸存的只有查理曼塔和账房塔。账房塔内安装了从其他废弃教堂拆卸来的时钟，命名为钟楼。

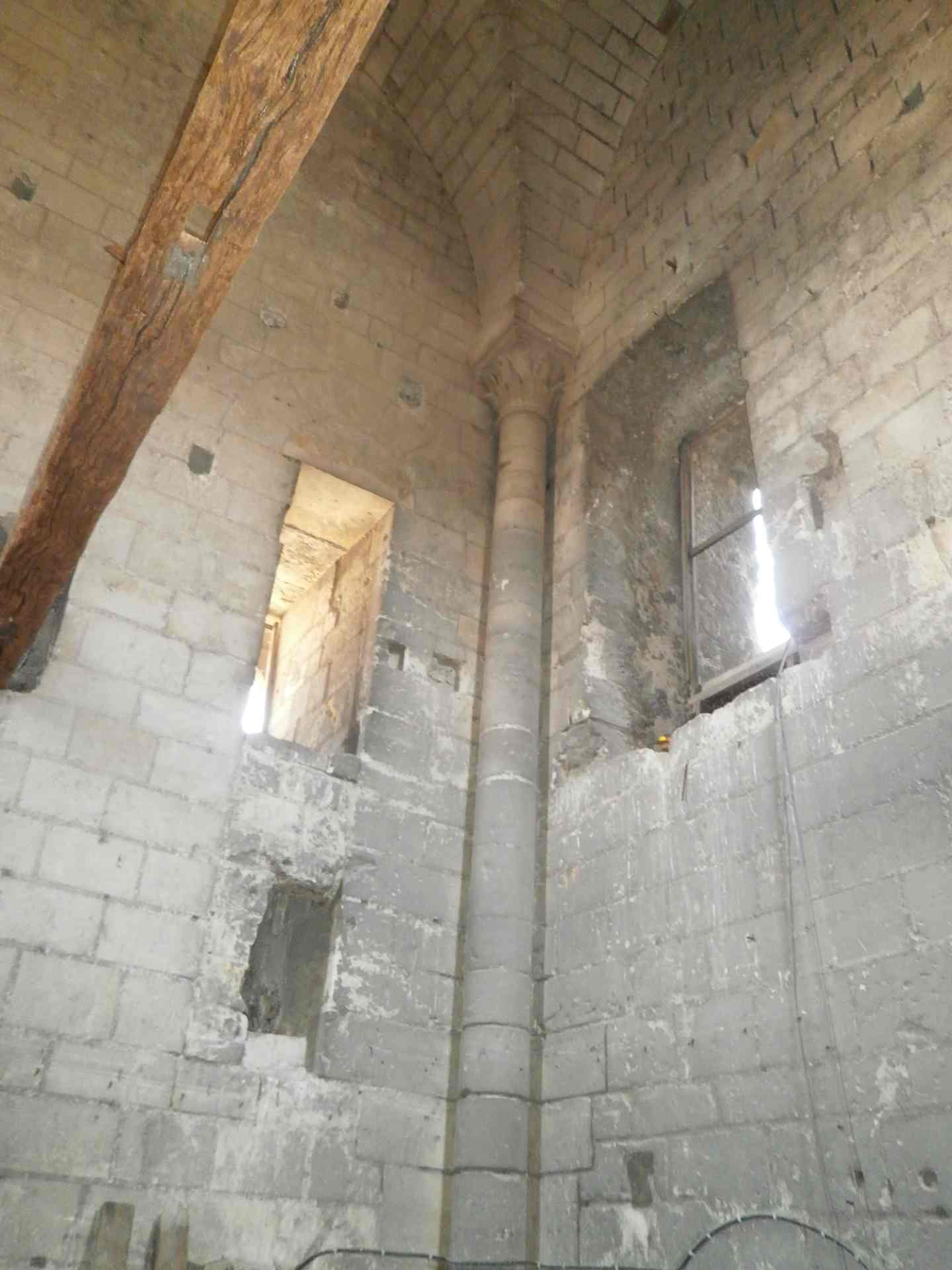
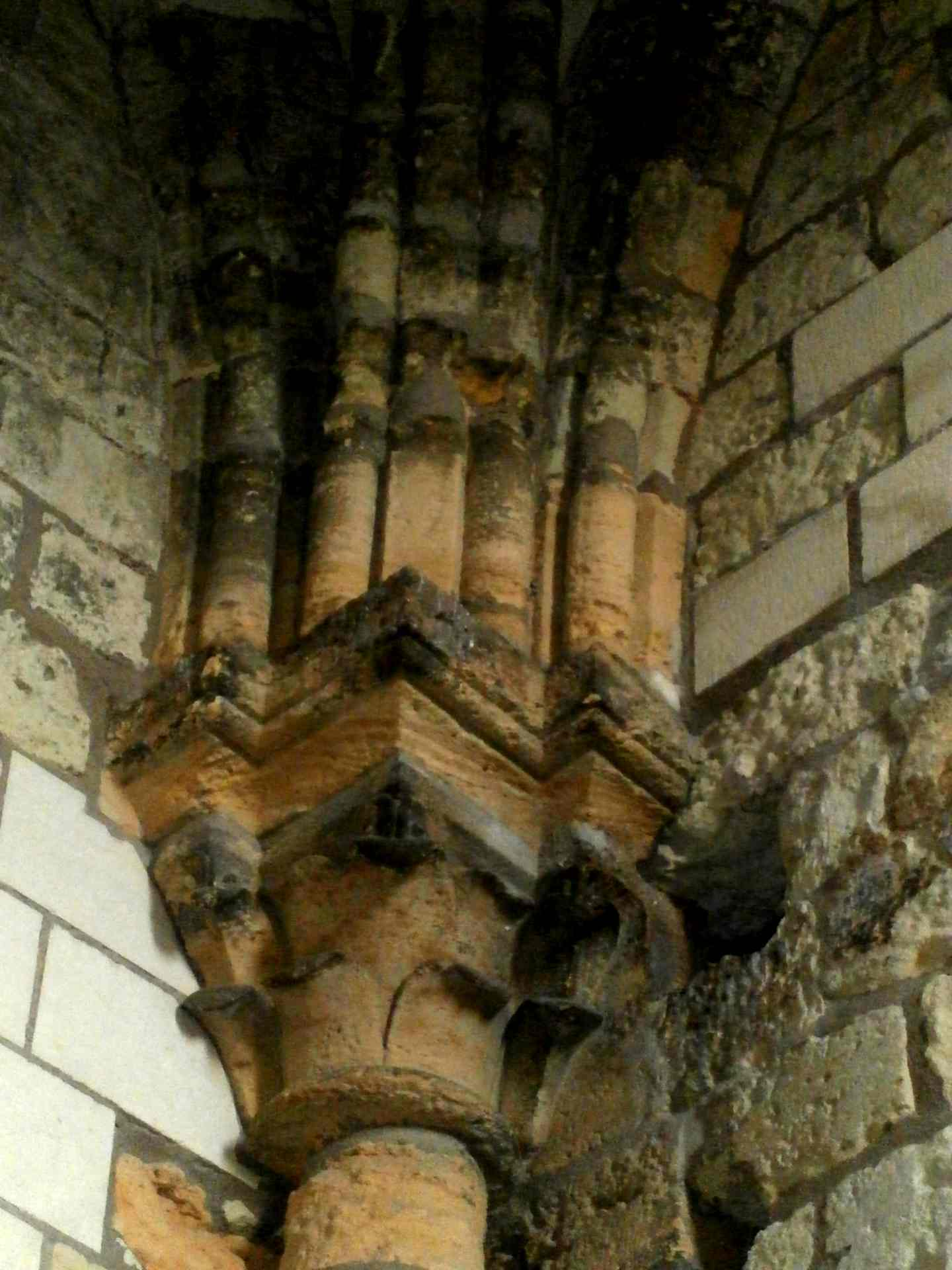
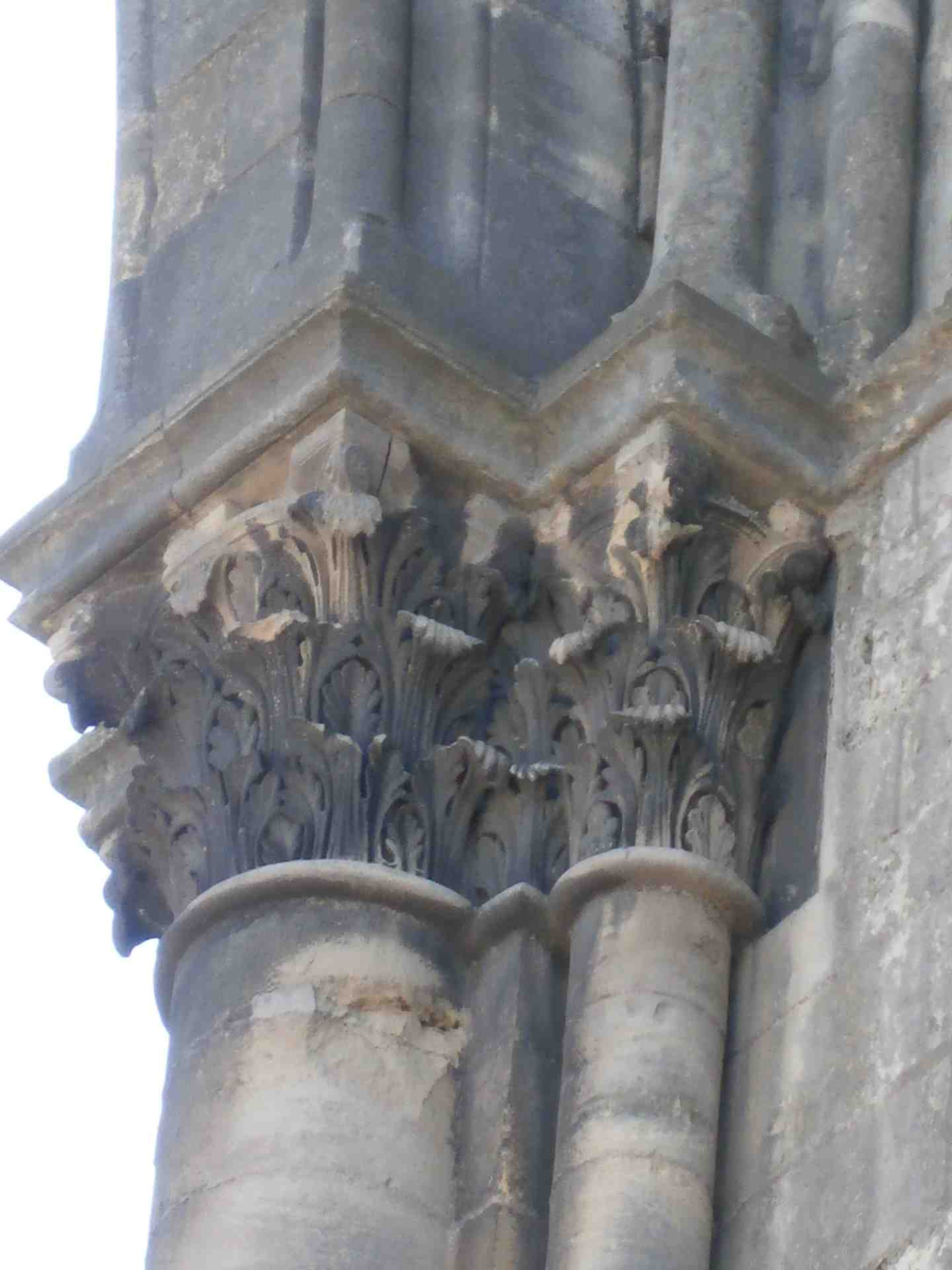
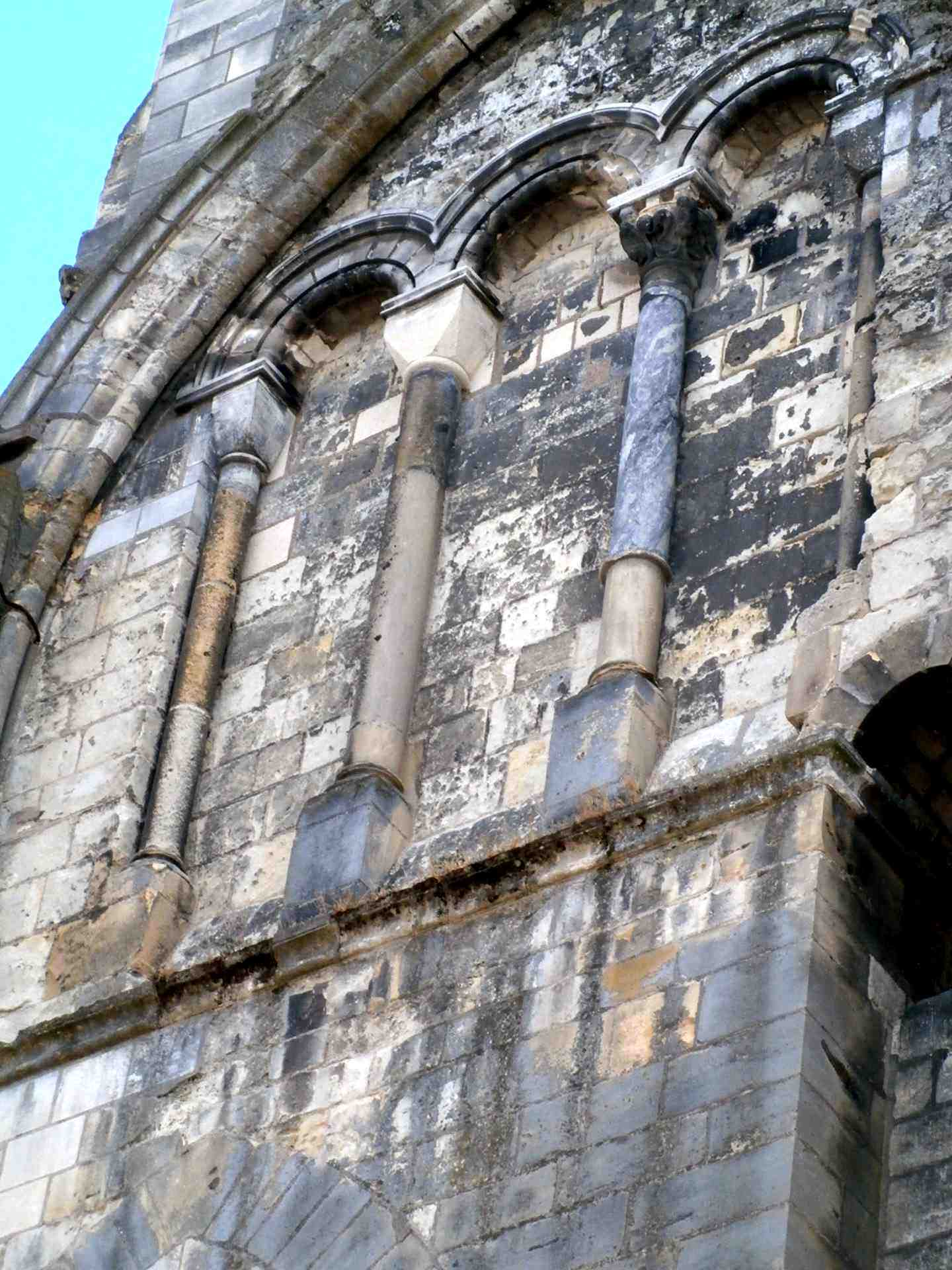